# Coët-Organ
Le Coët-Organ ou Moulin de Tallené est un cours d'eau du département du Morbihan, affluent de la rive droite du Blavet. Son cours est long de 13,47 km.

## Nom
Le nom de la rivière est Coët-Organ. Il s'agit d'un hydronyme d'origine bretonne associant le mot breton Coët, bois au patronyme Ourgan. Il se nomme également Moulin de Tallené.

## Parcours
Le Coët-Organ prend sa source près de Locunel en Inguiniel dans le Morbihan, à 150 m d'altitude.  Il sert de limite naturelle entre les communes de Inguiniel et Bubry, puis de Lanvaudan et Bubry et enfin de Lanvaudan et Quistinic. Il rejoint le Blavet à proximité du village de Tallené en Quistinic à 19 m d'altitude. Plusieurs anciens moulins à blé jalonnent son cours. D'amont en aval : le moulin de Kerbastard, le moulin de Hédénec, le moulin de Botconan et le moulin de Tallené.

## Affluents
Le SANDRE recense 7 affluents du Coët-Organ d'une longueur égale  ou supérieure à 1 km.
D'amont en aval, le Coët-Organ est grossi par les eaux des cours d'eau suivant :
- ruisseau de la Fontaine de Lochrist : 1,23 km
- ruisseau de Pont Houar: 2,54 km
- ruisseau du Moulin de Cabrec: 4,98 km
- ruisseau de la Fontaine Saint Maurice:3,86 km
- ruisseau du Moulin de Chauzel : 6,6 km

## Hydrologie
Le Coët-Organ présente à Kerdec à  Quistinic une surface de bassin versant de 47,7 km2 (soit environ 95 % de la totalité de son bassin versant à son point de confluence avec le Blavet) et son débit moyen inter annuel ou module est de 0,832 m3/s. Son débit mensuel varie entre 1,87 m3/s en période de hautes eaux en hiver et 0,186 m3/s à l'étiage en été (voir histogramme). Les fluctuations de son débit sont bien plus importantes sur de plus courtes périodes. Le débit maximal journalier a été mesuré le 28 janvier 1995 et était égal à 13,4 m3/s.
Le débit spécifique de la rivière est de 17,4 l/s/km2 à Quistinic à Kerdec et la lame d'eau écoulée dans son bassin versant annuellement est de 553 mm. Cette dernière valeur est comparable à celle de la Sarre (533 mm), autre affluent de la rive droite du Blavet, mais supérieure à celle de l'ensemble du bassin versant du Blavet (432 mm).